# Automeris despicata
Automeris despicata is een vlinder uit de familie nachtpauwogen (Saturniidae), onderfamilie Hemileucinae.
De wetenschappelijke naam van de soort is voor het eerst geldig gepubliceerd door Draudt in 1929.